# キャスリーン・キャヴェンディッシュ (ハーティントン侯爵夫人)
ハーティントン侯爵夫人キャスリーン・アグネス・キャヴェンディッシュ（Kathleen Agnes Cavendish, Marchioness of Hartington、1920年2月20日 - 1948年5月13日）は、アメリカ合衆国出身のイギリスの社交界の名士である。ジョン・F・ケネディ大統領の妹、ロバート・F・ケネディ上院議員、エドワード・ケネディ上院議員の姉であり、第10代デヴォンシャー公爵の後継者であるハーティントン侯爵ウィリアム・キャヴェンディッシュの妻である。
父が駐英大使を務めていた間に、キャスリーンはロンドンの社交界で多くの友人を作り、「1938年のデビュタント」と呼ばれていた。そして、ハーティントン侯爵と恋愛関係になり、1944年5月に結婚した。しかし、そのわずか4か月後に、ハーティントン侯爵はベルギーで戦死した。その後、第8代フィッツウィリアム伯爵と恋愛関係になったが、1948年、2人で南フランスへ休暇に向かう途中で飛行機事故に遭い亡くなった。

## 若年期
キャスリーン・アグネス・ケネディは、マサチューセッツ州ブルックラインで、ジョセフ・P・ケネディ・シニアとローズ・ケネディの4番目の子供として生まれた。彼女は、その「抑制のきかない性格」から「キック」(Kick)という愛称で呼ばれていた。キャスリーンは兄のジョン・F・ケネディ（ジャック）と特に仲が良かった。他の兄弟には、ジョセフ・P・ケネディ・ジュニア、ローズマリー・ケネディ、ユーニス・ケネディ・シュライバー、パトリシア・ケネディ・ローフォード、エドワード・ケネディ（テッド）、ロバート・F・ケネディ、ジーン・ケネディ・スミスがいた。
キャスリーンは、ニューヨーク市ブロンクス区のリバーデイル地区にあるリバーデイル・カントリー・スクールで教育を受けた。その後、コネチカット州ノロトンのノロトン・コンベント・オブ・ザ・サクレッド・ハートや、フランスのヌイイにあるホーリー・チャイルド・コンベントにも通っていた。ケネディ家の娘たちは、息子たちのように政治的野心を持つようには育てられなかったが、父親の経済的・政治的な強力なコネクションと影響力のおかげで、同じように多くの教育的・社会的な機会を与えられた。父の駐英大使就任により、一家でロンドンに居住したこともその一つである。
子供の頃のキャスリーンは運動神経がよく、兄弟と一緒にフットボールをしていた。彼女の明るさと元気の良さから、多くの男性が交際を申し込んだ。その中にはジャックの親友もいた。キャスリーンは当初、リバーデイル・カントリー・スクールに通っていたが、母親は彼女が男性に注目されることを認めず、女子校であるノロトン・コンベント・オブ・ザ・サクレッド・ハートに転校させた。やがてキャスリーンはデートを重ねるようになり、W・R・グレース社の相続人であるJ・ピーター・グレースと初めて真剣に交際するようになった。

## イギリスにて
1938年、フランクリン・ルーズベルト大統領が父ジョセフを駐英大使に任命し、一家でロンドンに居住した。このことは、キャスリーンのその後の人生に大きな影響を与えた。ロンドンのクイーンズ・カレッジで教育を受け、イギリスの上流社会で男女を問わず幅広い交友関係を築いていった。デイヴィッド・ロックフェラーと交際し、シャーロット王妃の舞踏会でデビューした彼女は、イギリスのメディアから「1938年のデビュタント」と評された。
1939年9月にナチス・ドイツがポーランドに侵攻し、第二次世界大戦が勃発したとき、キャスリーンは友人のジェイニー・ケニヨン・スレイニーとともに南フランスに滞在していた。2人は急いでイギリスに戻った。ケネディ家は、ジョセフとローズマリーを救うためにアメリカに戻った。イギリスで多くの友人ができ、イギリスを気に入っていたキャスリーンは、危険が迫っているにもかかわらずロンドンに残りたいと両親に懇願した。しかし、父はそれを断り、1939年の初秋にキャスリーンを帰国させた。
アメリカ帰国後、キャスリーンは一時的にフィンチ大学に入学し、その後フロリダ商業大学に転校した。学業の傍ら、アメリカ赤十字社でのボランティア活動も始めた。1941年、キャスリーンは退学を決意し、『ワシントン・タイムズ・ヘラルド』紙のエグゼクティブ・エディターであるフランク・ウォルドロップのリサーチ・アシスタントとして働き始めた。その後、コラムを寄稿していたインガ・アルバードとチームを組み、やがて自分のコラム連載を持って、映画や演劇を批評するようになった。

## 結婚
1943年、キャスリーンはイギリスに戻る方法を模索し、赤十字社が設立した軍人のための施設で働くことを申し込んだ。戦前から戦中にかけてのイギリスでの生活の中で、キャスリーンは、家族や、家族が属していたカトリック教会から次第に独立していった。
この時期、キャスリーンは政治家のハーティントン侯爵ウィリアム・キャヴェンディッシュと恋愛関係になった。ハーティントン侯爵は、第10代デヴォンシャー公爵エドワード・キャヴェンディッシュの長男であり、その後継者であった。2人は、キャスリーンの父が駐英大使に任命され、一家でロンドンで住んでいたときに知り合った。2人はキャスリーンがイギリスに戻ってから再会したが、2人が付き合うことについてキャスリーンの母のローズは反対していた。ローズが反対していたのは、2人が結婚すると、キャスリーンの子供はカトリックではなく英国国教会の信者として育てられることになり、それはカトリックの戒律に反することになるためであった。ローズは、キャスリーンをハーティントン卿から遠ざけ、結婚の可能性を先延ばしにすることで、二人の関係を操作しようとさえした。しかし、それを乗り越えて、2人は1944年5月6日に結婚した。結婚式は、キャクストンホールの登記所で行われた市民婚式だった。ケネディ家で結婚式に参列したのは、兄のジョセフ・P・ケネディ・ジュニアだけだった。ジョセフ・ジュニアは、アメリカ海軍の将校で、戦時中にイギリスに派遣され、そこでハーティントン卿と友人になっていた。次兄のジャックは、南太平洋で乗艦していた哨戒魚雷艇が日本海軍の駆逐艦に衝突され沈没したときに負った腰の怪我のためにまだ入院中であり、弟のロバート・F・ケネディは海軍の訓練中で、いずれも参列できなかった。1944年8月12日、兄のジョセフ・ジュニアは、ヨーロッパでの極秘爆撃任務中に英仏海峡上空で飛行機が爆発して死亡した。

## 夫の死後
結婚によりハーティントン侯爵夫人となったキャスリーンは、夫のハーティントン卿とともに、夫がフランスに出征するまでの5週間弱を共に過ごした。
結婚から4か月後、兄ジョセフ・ジュニアが戦死してから1か月も経たないうちに、夫のハーティントン卿はベルギーでのドイツ軍との戦闘中に狙撃兵に撃たれて戦死した。その遺体は、遺族の了解のもとに、戦死した場所の近くに埋葬された。ハーティントン卿とキャスリーンの間には子供がいなかったため、ハーティントン卿の弟のアンドリューがデヴォンシャー公爵の相続人となった。
ロンドンの社交界で人気を博し、その高い精神力とウィットで多くの人から称賛されたハーティントン侯爵夫人は、やがて第8代フィッツウィリアム伯爵と恋愛関係になった。フィッツウィリアム卿は妻との離婚を進めていた。ローズ・ケネディは娘の再婚に反対の意を示し、キャスリーンに対し、フィッツウィリアム卿と結婚したら勘当し、経済的にも断絶すると警告した。
1948年5月、キャスリーンは、父がパリに出張することを知り、フィッツウィリアム卿との結婚に同意してもらうために、パリへ父に会いに行くことにした。

## 死去

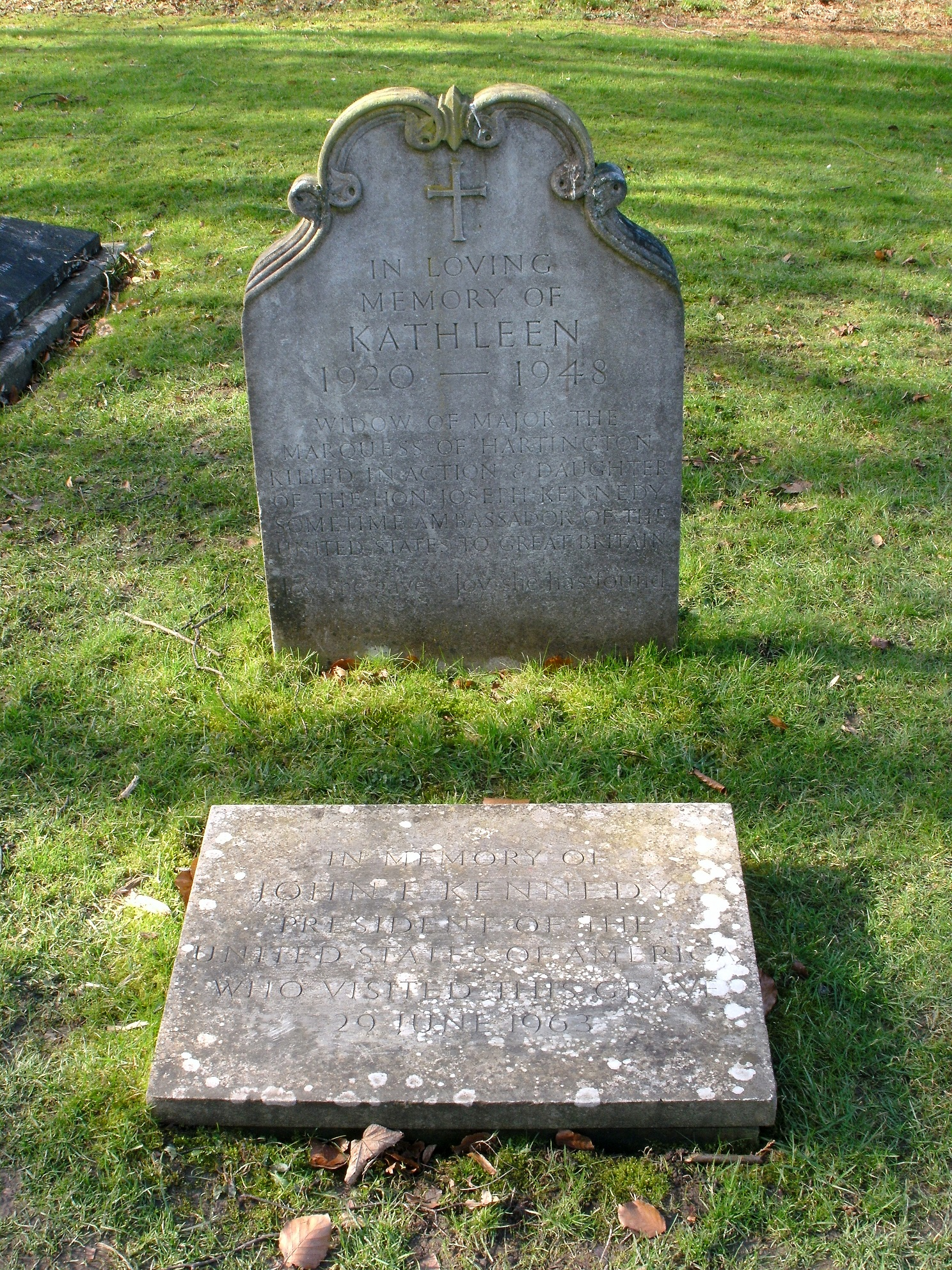
ダービーシャー州イーデンソーのセント・ピーターズ教会にあるキャスリーン・キャヴェンディッシュの墓。地面に埋め込まれた石版には、第35代アメリカ大統領ジョン・F・ケネディが墓参した旨が書かれている。墓石には"Joy she given joy she has found"（彼女が与えた喜び 彼女が見つけた喜び）と刻まれている。

1948年5月13日、キャスリーンとフィッツウィリアム卿は、飛行機でパリからコート・ダジュールへ休暇に出かけていた。乗っていた機材はデ・ハビランド DH.104 ダブだった。飛行機は午後3時30分に離陸し、高度1万フィートに達した。飛行開始から約1時間後、暴風雨の中心に近いヴィエンヌ地方に入ったところで無線連絡が途絶えた。4人の乗員は、20分間、小さな飛行機で数千フィートも上下に揺れる激しい乱気流に耐えていた。
ようやく雲を抜けると、飛行機が急降下して衝突寸前であることが瞬時にわかった。急に引き上げようとして、乱気流のストレスと急激な方向転換により、片方の翼が外れ、続いて両エンジンが外れ、最後に尾翼が外れた。胴体は数秒後に地面に落下した。墜落地点はフランス・アルデーシュ県サン＝ボジル近郊の高原で、谷間に機首を下にして墜落した。キャスリーンはフィッツウィリアム卿とともに死亡した。
キャヴェンディッシュ家が手配した葬儀に出席したのは、彼女の父親だけだった。ローズ・ケネディは娘の葬儀への出席を拒否した。
弟のロバート・F・ケネディは、1951年に生まれた長女に姉と同じキャスリーンという名前をつけた（キャスリーン・ケネディ・タウンゼンド）。

## 大衆文化において
2018年、ケリ・マハーがキャスリーンの人生を小説化した"The Kennedy Debutante"を発表した。この本は、『ニューヨーク・ポスト』紙の「今週のベスト・ブック」に選ばれるなど、好評を博した。
1977年のテレビ映画"Young Joe"ではダーリーン・カーが、1990年のテレビドラマ"The Kennedys of Massachusetts"ではトレイシー・ポランが、1993年のテレビドラマ"JFK: Reckless Youth"ではロビン・タニーがキャスリーンの役を演じている。

## 関連文献
- Byrne, Paula (2016), Kick: The True Story of Kick Kennedy, JFK's Forgotten Sister, and the Heir to Chatsworth, ISBN 978-0-385-27415-9
- McTaggart, Lynne (1983), Kathleen Kennedy: Her Life and Times, ISBN 978-0007548125
- Leamer, Laurence. The Kennedy Women: The Saga of an American Family. New York: Villard Books, 1994. Print.
- Leaming, Barbara (2016), Kick Kennedy: The Charmed Life and Tragic Death of the Favorite Kennedy Daughter, ISBN 978-1-250-07131-6